# أندريه أورليب
أندريه أورليب (بالسلوفينية: Andrej Urlep) مواليد 19 يوليو 1957 في ليوبليانا، جمهورية يوغوسلافيا الاشتراكية الاتحادية، هو مدرب كرة سلة سلوفيني ولاعب سابق. لعب مع منتخب سلوفينيا لكرة السلة في سنة 1997، ثم لعب مع نادي فوتسوافك لكرة السلة من سنة 2002 إلى 2006، ثم لعب مع تورو زغورجيلتس في موسم 2009-2010، ثم لعب مع نادي كشالين لكرة السلة في سنة 2011.